# 楊琦
楊 琦（よう き、生没年不詳）は、中国後漢末期の政治家。字は公挺、または公偉・公綽・子奇。名は楊奇とも。本貫は司隷弘農郡華陰県。曾祖父は楊震。祖父は楊牧（楊震の長男）。父は楊統。子は楊亮。

## 正史の事跡
| 姓名         | 楊琦（楊奇）                    |
| 時代         | 後漢時代                        |
| 生没年       | 〔不詳〕                        |
| 字・別号     | 公挺（公偉、公綽、子奇）        |
| 出身地       | 司隷弘農郡華陰県                |
| 職官         | 侍中→汝南太守→侍中・衛尉        |
| 爵位・号等   | -                               |
| 所属・陣営等 | 霊帝→献帝                       |
| 家族・一族   | 曾祖父:楊震、祖父:楊牧、子:楊亮 |

侍中の地位にあり、霊帝に仕えた。霊帝はあるとき楊琦に対し「朕（自分）と桓帝を比べるとその優劣はどうか」という質問をした。楊琦が霊帝に阿る回答をしなかったため、霊帝は不愉快となり「さすが楊震の子孫だけのことはある」と皮肉を言われたという。汝南太守に転出となった。
霊帝の没後、中央に戻り侍中・衛尉に任命された上で献帝に仕え、董卓主導の長安遷都にも随行した。
興平2年（195年）、献帝は李傕により、宮殿から砦まで連れ去られていた。待遇は悪く、朝臣らは餓えに苦しんだ。献帝が李傕に対し、朝臣らの分を含めた食料（米5石と牛の骨5頭分）を要望したが、李傕は食料を出し惜しみ腐った牛の骨だけを送るという無礼を働いた。献帝が怒ったが、楊琦は密封した文書を献帝に奉じ、李傕の行状に今は耐えるべき旨を説いた。献帝はこれを受け入れている（『献帝起居注』）。
楊琦は鍾繇と共に、李傕の部曲である宋曄と楊昂を離反させるのに功績があったという（『後漢書』「楊震伝」）。
その後、献帝が李傕の兵士を利用して長安を出発しようとしたところ、李傕と対立する郭汜の兵に取り囲まれた。楊琦は同僚の侍中であった劉艾と共に、献帝の姿を兵士たちに見せ危地を脱した（『献帝起居注』）。以降の楊琦の動静は不明である。
献帝は後に曹操の庇護を受けて許に遷都すると、楊琦の功績を思い起こし、子を陽成亭侯に封じている。

## 物語中の楊琦
小説『三国志演義』でもほぼ史実どおりの描写だが、他にも賈詡が忠義の臣であることを、献帝に示唆している。

## 参考資料
- 『三国志』魏書6董卓伝、付・李傕郭汜伝
- 『後漢書』楊震伝
- 『三国演義』